# Neil Tennant
Neil Francis Tennant (født 10. juli 1954) er en engelsk musiker, sanger og sangskriver, der sammen med Chris Lowe dannede synthpop-duoen Pet Shop Boys i 1981.
Trods rygter om sin seksualitet benægtede eller bekræftede Tennant dem aldrig op gennem 1980'erne, før han i 1994 sprang ud som bøsse i et interview med Attitude, et livsstilsmagasin for homoseksuelle.